# Science Fiction Bokhandeln
Science Fiction Bokhandeln, eller SF-bokhandeln, er en svensk boghandelerkæde med butikker i Stockholm, Göteborg og Malmø, der har specialiseret sig i genrer så som science fiction, fantasy, horror og manga. Butikskæden sælger desuden film, brætspil og rollespil.
Den første butik blev etableret på Pontonjärgatan 45 på Kungsholmen i Stockholm i 1978 af Skandinavisk förening för science fiction (SFSF). En kraftig huslejestigning og interne problemer i foreningen førte dog til en lukning igen i 1980, idet der dog efterfølgende fortsattes med postordresalg. I 1984 blev aktiviteterne slået sammen med en butik for tegneserier på Roslagsgatan 40 nær Roslagstull, og det tidspunkt regner SF-bokhandeln gerne for sin start. Vokseværk førte dog til en adskillelse året efter, hvor SF-bokhandeln derfor flyttede til Atlasgatan 8, nær S:t Eriksplan. Virksomheden voksede fortsat og kom til at fylde forholdsvis meget i foreningen. Løsningen blev at dem der arbejdede i boghandlen dannede et aktieselskab, der købte virksomheden af foreningen. Året efter flyttede butikken til Stora Nygatan 45 i Gamla stan og i 1996 til Västerlånggatan 48, hvor den stadig har til huse. I 2001 udvidedes virksomheden med åbning af en yderligere butik i Göteborg og en 2007 med en tredje i Malmø.